# Pasífae (satélite)
Pasífae (griego: Πασιφάη) es un satélite irregular de Júpiter. Fue descubierto en 1908 por  Philibert Jacques Melotte
Fue descubierto en una placa tomada en el Real Observatorio de Greenwich en la noche del 28 de febrero de 1908, pero se encuentra ya en una inspección de placas de la entidad del 27 de enero. Recibió la designación provisional 1908 CJ  ya que no estaba claro si se trataba de un asteroide o una luna de Júpiter. El reconocimiento de este último caso se registró el 10 de abril.
Pasífae no recibió su nombre actual hasta 1975; antes de esa fecha, es simplemente conocido como Júpiter VIII . A veces fue llamado "Poseidon"  entre 1955 y 1975.

## Órbita

Satélites retrógrados irregulares de Júpiter.

Pasífae orbita a Júpiter con una alta excentricidad y una alta inclinación retrógrada. Da su nombre al grupo de Pasífae, de satélites retrógrados irregulares en órbita alrededor de Júpiter en distancias que oscilan entre 22,8 y 24,1 millones de km, y con inclinaciones de entre 144,5 º y 158,3 °. Los elementos orbitales son los de enero de 2000. Están cambiando continuamente debido a las perturbaciones solares y planetarias. El diagrama ilustra su órbita con respecto a los demás satélites irregulares de Júpiter. La excentricidad de las órbitas seleccionados está representado por los segmentos de color amarillo (que va desde el pericentro a la apocentro).
Pasífae es también conocido por ser secular en resonancia con Júpiter (atar a la longitud de su perijove con la longitud del perihelio de Júpiter).

## Características físicas
Con un diámetro estimado en 58 kilómetros, Pasífae es el más grande y el tercer mayor de los satélites retrógrados e irregulares después de Himalia y Elara.
Mediciones espectroscópicas en infrarrojo indican que Pasífae tiene rasgos de asteroide. Pasífae que se cree que es un fragmento de una captura asteroidal junto con otros satélites del grupo.
En el espectro visual del satélite aparece un índice de color gris BV = 0,74, RV = 0,38) similar a los asteroides del tipo C.